# Дусано (Белуно)
Дусано (итал. Dussano) је насеље у Италији у округу Белуно, региону Венето.
Према процени из 2011. у насељу је живело 116 становника. Насеље се налази на надморској висини од 313 м.